# Make a Scene
Make A Scene (En español: "Hacer Una Escena") es el cuarto álbum de la cantante inglesa Sophie Ellis-Bextor. Es el primero que publica por su discográfica EBGB.

## Antecedentes
El álbum fue planeado originalmente para ser una compilación de Grandes Éxitos y que saldría luego del sencillo If I Can't Dance. Pero tras las sesiones de las nuevas canciones para el Grandes Éxitos, Sophie decidió que mejor sacaría un álbum de estudio. El álbum fue titulado originalmente "Straight To The Heart". Posteriormente, se confirmó que "Make a Scene" sería el título oficial. Se rumoreó en un principio que el primer sencillo del álbum sería "Sophia Loren" a raíz de la publicidad de Rimmel London elaborada por Sophie; pero esa canción no es parte de la lista de canciones del álbum, sólo aparece en el sencillo de Bittersweet como Cara B. El álbum incluye el trabajo con los productores como Calvin Harris, Richard X, Hannah Robinson, Cathy Dennis, Greg Kurstin, Ed Harcourt y Joseph Mount. Ellis-Bextor describe el álbum como electro-heavy. Cuatro singles ya se han publicado del álbum: Heartbreak (Make Me A Dancer) lanzado en junio de 2009, Can't Fight This Feeling lanzado en enero de 2010, Bittersweet lanzado en mayo de 2010, y Not Giving Up On Love lanzado en agosto de 2010. Ellis-Bextor comenzó la promoción del disco mediante la realización de una versión acústica de Not Giving Up On Love y realizó una gira promocional, con fechas programadas hasta el 19 de diciembre de 2010 en Oxford, y en 2011 continuará con la gira en Europa, y apoyando al grupo británico Erasure en su respectiva gira musical.

## Listado de canciones
| N.º | Título                          | Escritor(es)                                                                 | Duración |  |
| 1.  | « Revolution»                   | Cathy Dennis, Sophie Ellis-Bextor, Greg Kurstin                              | 2:44     |  |
| 2.  | «Bittersweet»                   | James Wiltshire, Russell Small, Biffco, Hannah Robinson, Sophie Ellis-Bextor | 3:27     |  |
| 3.  | «Off & On»                      | Calvin Harris, Cathy Dennis, Róisín Murphy                                   | 3:32     |  |
| 4.  | «Heartbreak (Make Me A Dancer)» | Sophie Ellis-Bextor, James Wiltshire, Russell Small                          | 3:25     |  |
| 5.  | «Not Giving Up On Love»         | Olivia Nervo, Miriam Nervo, Armin van Buuren, Sophie Ellis-Bextor            | 2:56     |  |
| 6.  | «Can't Fight This Feeling»      | Sophie Ellis-Bextor, Junior Caldera, Julien Carret                           | 3:35     |  |
| 7.  | « Starlight»                    | Hannah Robinson, Sophie Ellis-Bextor, Richard X                              | 4:20     |  |
| 8.  | «Under Your Touch»              | Hannah Robinson, Sophie Ellis-Bextor, Liam Howe                              | 3:53     |  |
| 9.  | «Make A Scene»                  | Metronomy, Sophie Ellis-Bextor                                               | 3:50     |  |
| 10. | «Magic»                         | Hannah Robinson, Sophie Ellis-Bextor, Richard X                              | 4:34     |  |
| 11. | «Dial My Number»                | Hannah Robinson, Sophie Ellis-Bextor, Liam Howe                              | 3:37     |  |
| 12. | «Homewrecker»                   | Sophie Ellis-Bextor, Greg Kurstin, Lindy Robbins                             | 3:25     |  |
| 13. | «Synchronised»                  | Ina Wrolsden, Fred Ball                                                      | 3:12     |  |
| 14. | «Cut Straight To The Heart»     | Sophie Ellis-Bextor, Ed Harcourt, Dimitri Tikovoi                            | 3:37     |  |